# Valérie de Gasparin
Catherine Valérie de Gasparin, född Boissier den 13 september 1813 i Genève, död den 16 juni 1894 i Pregny-Chambésy, var en schweizisk grevinna och skriftställare, gift med Agénor de Gasparin.
Valérie de Gasparin författade flera politiska, sociala och filosofiska arbeten, i vilka hon särskilt uppträdde som en avgjord motståndare till de religiösa och sociala sekter. Le mariage au point de vue chrétien (1842) och II y a des pauvres d Paris et ailleurs (1846) belönades av Franska akademien med montyonska priset. Bland hennes övriga arbeten märks Un livre pour les femmes mariées (1845), Journal d'un voyage au Levant (1849; 2:a upplagan 1850), Quelques défauts des chrétiens d’aujourd’hui (1853; 2:a upplagan 1854), Des corporations monastiques au sein du protestantisme (1855), Les horizons prochains (1858) och Les horizons célestes (1859, båda i många upplagor, svensk översättning "Guds himmel, eller odödlighet, återseende och evig kärlek", 1868).